# Monde (philosophie)
Pour les articles homonymes, voir Monde.
Le Monde comme « totalité englobante supposant un certain ordre organisé autour d'un principe commun d'intelligibilité », selon la définition du Dictionnaire des concepts philosophiques, est l'héritier du « Cosmos » de l'antiquité grecque. « Pythagore aurait été le premier à appeler cosmos, κόσμος, kósmos, l'enveloppe de toute chose, à cause de l'ordre qui s'y trouve ». « Les premiers sages de la Grèce sont moins intéressés par la recherche vers la totalité exhaustive du savoir que par la recherche du savoir de la totalité »,.
Le concept de Monde qui progressivement lui succède est fortement théologisé par  le Moyen Âge pour être déthéologisé au XVIIe siècle par la tradition cartésienne, puis lui-même remis en question au début du XXe siècle par la phénoménologie qui inverse la direction du regard en faisant de l'homme l'origine absolue du sens. À partir de là, le cosmos devenu monde devient pluriel, « chaque individu se constituant en fonction de « mondes » variés dans lesquels il s'insère, tout en organisant de son point de vue son monde propre ». Les principaux phénoménologues ont abordé à partir de points de vue différents, l'analyse de ce concept.

## Du Cosmos des présocratiques au concept de monde
Le terme de « Cosmos » désigne chez les présocratiques le tout des étants comme système, c'est-à-dire « une totalité englobante où viennent s'équilibrer les éléments opposés selon un jeu de combinaisons systématiques et périodiquement alternées ».
Ainsi des Pythagoriciens pour qui « l'homme était intégré au monde comme l'oeil à l'ensemble du corps [...] Le sens de l'existence humaine découlait de ce sentiment d'appartenance au grand Tout, lequel était appelé macrocosme (grand cosmos), par analogie à l'homme qui était considéré comme un microcosme [...] Pour les Pythagoriciens, une vision du monde excluant l'homme n'aurait pas été une vision du monde » note Jacques Dufresne.
Philippe Arjakovsky écrit dans le Dictionnaire : « c'est avec Héraclite que le monde a été nommé une première fois dans l'éclat de son unité en même temps qu'il se dérobait ». Emmanuel Housset, lui attribue le mérite d'avoir sondé, l'« énigme du monde ». Axe de sa pensée, la doctrine du devenir, qui constitue la part la plus célèbre de l'héraclitéisme, n'est pas seulement un mobilisme universel ; elle est aussi « un essai d'explication systématique dans le plus pur style ionien, de la matière du monde et de ses transformations ».
L'« héraclitéisme »  deviendra même avec Hegel « la forme même de toute pensée dialectique » : le « devenir » comme première détermination de la pensée concrète et de la vérité. C'est à trois autres thèmes que cette pensée doit sa fortune philosophique telles que l'accent mis sur un cosmos vivant en guerre avec lui-même Πόλεμος / Pólemos, une nature qui aime à se cacher (fragment 123), un monde imprévisible (fragment 52  Le temps est un enfant qui joue au trictrac. Ce royaume est celui d'un enfant).

## Le monde du Moyen Âge
« Reprenant le cosmos géocentrique des Grecs, le Moyen Âge produit l'idée d'un monde anthropocentrique, dont la cohérence révèle l'intention de son créateur »
. Ce monde qui se décompose en monde sensible et monde suprasensible de l'ordre surnaturel est indissociable d'une intelligibilité générale
. « Le Moyen Âge (Albert le Grand, Robert Grosseteste), croit à l'unité harmonique entre l'homme (microcosme) et l'ensemble du Cosmos (macrocosme), les deux étant considérés comme des vivants [...] La fin du Moyen Âge a vu décliner la conception microcosmique, qui portait en elle la possibilité de nombre d'hérésies panthéistes ou fatalistes en contradiction avec le dogme ». À la fin du Moyen Âge le cosmos s'affranchira progressivement de son sens religieux pour devenir une notion philosophique mieux adaptée à la désignation de l'univers.
C'est de ce cosmos qu'est née avec la philosophie et plus tard la phénoménologie par dérivation l'idée de monde conçue comme une unité vivante et rationnelle.

## Le monde de Descartes
Descartes disjoint radicalement Moi et monde. S'il distingue deux catégories de substance, l'ego et la nature, les deux sont néanmoins ontologiquement semblables. La phénoménologie à partir d'Edmund Husserl refusera cette confusion et se posera la question du mode d'être de ces deux substances.
Descartes prescrit souverainement au monde (par déduction logique) son être véritable, soit « une chose étendue dans un espace mathématique ». Le monde, pour Descartes, est une sommation de choses. « Toute action est une action mécanique et se réduit au choc d'un corps sur un autre, le monde est plein ». Ce monde n'a pas la loi de son devenir hors de lui-même : il rayonne, immuable, entièrement nécessaire, la cohérence solidaire de ses parties et l'indicatif de son ordre.

## Le monde de Leibniz
Leibniz contrebat les divisions et les séparations tranchées qu'avait introduites Descartes. « L'essence de l'univers est conçue comme une force de nature spirituelle [...] Leibniz a lié le mécanisme cartésien avec l'idée que toute action véritable est de nature spirituelle et qu'elle est une image, plus ou moins effacée, de l'action divine ». Pascal David fait de Leibniz « le penseur de l'être, donc de la dynamique de la nature en elle-même, comme force inhérente aux choses créées et à leurs actions préfigurant en cela aussi bien la métaphysique de l'idéalisme allemand que la volonté de puissance chez Nietzsche ».
« Leibniz fait de la création le résultat d'un mécanisme métaphysique, chaque être possible prétendant à l'existence selon son degré de perfection, et le résultat de cette prétention étant le Meilleur des mondes possibles, c'est-à-dire celui qui contient le maximum de perfections possibles à la fois ».

## Le monde d'Emmanuel Kant
« En application de sa révolution copernicienne, Emmanuel Kant montre que le monde en tant que totalité n'est qu'une idée transcendantale, un principe régulateur de la connaissance empirique [...] Je dois faire comme si le monde existait en tant que tout infini parce que j'ai besoin de cette visée totalisante pour unifier l'expérience ».
Les débats traditionnels sur le caractère « fini » ou « infini » du monde n'ont pu se tenir que parce que l'on a cru que le monde était une Chose en soi. Émile Bréhier, dans son panorama de la philosophie allemande, prend appui sur la question du monde fini ou infini pour montrer le caractère contradictoire de la notion de Chose en soi. « Le monde s'il est considéré comme « chose en soi », devra nécessairement être fini ou infini, composé de parties simples ou bien divisibles à l'infini ; la série des changements devra se suspendre à une cause libre ou bien remonter sans fin dans la régression à l'infini ; il devra impliquer ou non un être nécessaire [...] Si le monde est un monde de phénomènes, nous sortons tout naturellement du dilemme dans lequel nous enfermait l'antinomie [...] La science positive pas plus que le sens commun n'est ni finitiste ni infinitiste ; elle n'est pas finitiste; car par exemple, elle remonte toujours, selon la loi de causalité, d'une cause à une cause antécédente ; elle n'est pas davantage infinitiste, ce qui suppose qu'elle aurait achevé, par une régression à l'infini, la série des causes. Elle se contente d'affirmer l'universalité de la loi selon laquelle les phénomènes se succèdent »
Kant défait le lien entre le « livre de la nature » et la « théologie naturelle » . La nature ne recèle donc plus aucun enseignement théologique ni ne manifeste plus la perfection de Dieu, parce qu’elle n’est que le résultat d’une objectivation du sensible réalisée au moyen des catégories de l’entendement. Si le « livre de la nature » n'est plus aussi lisible, alors l'attention se porte sur la subjectivité écrit Michaël Fœssel. Toutefois Kant reste attaché « à une métaphysique créationniste au sein de laquelle le progrès peut être assigné à l’évolution physique et à sa cause transcendante, non à l’homme lui-même »
Alors que dans un premier temps, le monde était déclaré inachevé en raison d’une omnipotence divine qui devait trouver le moyen de s’exprimer dans la plasticité de la matière, il l’est désormais pour devenir compatible avec la téléologie de la liberté humaine. Réduit au statut de matière indéterminée, le monde non seulement se fait à chaque instant, mais il est fait par ceux qui l’habitent.
Perdant de son objectivité le monde d'après Kant va devenir un a priori existentiel « puisqu'il est dans son essence d'être toujours déjà là et de précéder toute rencontre d'un étant quelconque »

## Le monde de l'Idéalisme allemand
Pour le plus illustre représentant de ce courant philosophique, Schelling, le monde est unité essentielle ; il n'y a pas lieu d'opposer le monde idéal et le monde réel. Humain et nature ne sont que les deux faces d'un seul et même être, l' Un, l'Absolu. C'est du sein de l'Absolu que naissent Nature et esprit, coexistant et se développant parallèlement dans une parfaite identité. Les contradictoires procèdent d'un Absolu « indifférent » à l'objectif et au subjectif, d'une unité indifférenciée. Il ressort que le rythme de la nature est le même que celui de l'Esprit ; c'est cette thèse qui se trouve identifiée sous l'appellation de philosophie de l'Identité qui n'est ni le « Moi » de Fichte, ni le Dieu de la théologie.
Dans la Naturphilosophie, la terre est représentée comme organisme universel, mère de tous les autres ; c’est par cette image notamment que Hegel ouvre l’étude de la physique organique ; la géologie est, pour lui, une morphologie de l’organisme terrestre

## Le monde d'Arthur Schopenhauer
Dans l'esprit de sa philosophie, Arthur Schopenhauer voit le monde comme la manifestation « d'une volonté aveugle, unique pour tous les êtres, et qui produit sans raison et sans but ». « Le monde en tant qu'objet, n'est, comme l'a vu Kant, que ma représentation ».

## Le monde de Nietzsche
« Je considère le monde comme un jeu divin par-delà le bien et le mal, j'ai pour précurseurs la philosophie de Vedanta et Héraclite ». (Nietzsche, Ainsi parlait Zarathoustra). Pour Nietzsche « chaque chose, chaque être, le monde lui-même, est une lutte de contraires, le lieu d’une joute. Cette idée est une idée “divine” : seul le Dieu voit l’harmonie des contraires, invisible aux humains, et seul Héraclite l’a comprise. Les autres hommes, « les nombreux » (oi polloi), en restent aux conflits et au diagnostic d’iniquité et d’injustice ».
« La philosophie de Nietzsche culmine en ces deux sommets que sont la volonté de puissance et l'éternel retour du même » écrit Pascal David. Pour le métaphysicien Nietzsche l'être de l'étant, compris comme « volonté de puissance », cherchant à se dépasser éternellement, sera compris dorénavant par Nietzsche comme « devenir ininterrompu ». Pour Nietzsche « le monde c'est-à-dire l'étant en totalité qui s'articule comme volonté de puissance n'est nullement une totalité empreinte de sens, ni un organisme, ni un processus gigantesque qui serait finalisé par un but ultime, une cause finale. Le monde est essentiellement chaos » écrit Joseph Vande Wiele.

## Le monde d'Edmund Husserl
En évacuant toutes les questions traditionnelles sur le monde, Husserl introduit avec sa phénoménologie une attitude radicalement nouvelle. « La radicale nouveauté de la phénoménologie se marque par le fait que les sciences exactes n'ont rien à dire sur le monde en tant que monde et donc qu'il est hors de question que la philosophie trouve en elles sa méthode » écrit Emmanuel Housset,.
Husserl a commencé très tôt à développer la notion de « monde de la vie », dès ses Recherches logiques ; mais c'est surtout dans son ouvrage tardif, la Krisis, qu'elle devient le titre d'une problématique universelle, écrit Emmanuel Housset. Le monde de la vie [...], n'est pas un simple monde des choses, mais il est tout à la fois, en arrière-plan, un monde de valeurs, de biens, et un monde pratique. Cette notion désigne en gros, « le monde tel qu'il se donne par opposition au monde exact construit par les sciences modernes de la nature », les phénoménologues parlent aussi de monde pré-scientifique . On peut inclure dans ce concept toutes les prestations, concrètes comme abstraites, qu'un ego peut effectuer dans le cours naturel de sa vie (perception d'objet, de chose, de personne, pensée en général, jugement scientifique, hypothèse métaphysique, croyance de toutes sortes, etc.). Il contient aussi des environnements idéaux, corrélats des actes de connaissance comme les nombres qui se rencontrent dans les actes de numération.Paul Ricœur remarque à ce propos que l'illusion la plus constante qui caractérise la « thèse du monde » est  la croyance naïve à l'existence « en soi » de ce monde et que toute perception empirique d'objet aurait a priori un caractère d'évidence que n'aurait pas la simple réflexion. Comme l'écrit ailleurs Paul Ricœur, « la philosophie transcendantale de Husserl est une philosophie du « sens » — en donnant à ce mot sa plus vaste extension par-delà toute étroitesse intellectualiste — : sens perçu, sens imaginé, sens voulu, sens éprouvé affectivement, sens jugé et dit, sens logique. Le monde pour moi c'est le sens du monde en moi, le sens inhérent à mon existence, et, finalement, le sens de ma vie ».
Pour Husserl il ne peut y avoir de monde objectif que sur la base du phénomène de l'intersubjectivité.
Comme le note Emmanuel Housset, dans son livre intitulé Husserl et l'énigme du monde, l'attention au « phénomène » du monde, à son apparaître dans sa « transcendance », constitue le point le plus constant de la pensée d'Husserl. « L'objet de la phénoménologie n'est pas un objet particulier déjà donné, mais l'origine de toute objectivité en général ». L'acte fondamental qui doit permettre d'accéder à l'énigme du monde est selon Husserl celui qui permet de sortir de l'« attitude naturelle ». Il s'agit de laisser l'être du monde, devenu problématique, se dévoiler dans sa vérité en se dégageant par la « réduction phénoménologique » des préjugés et des habitudes,.

### Le monde comme horizon
« Dans la réflexion transcendantale, le monde devient un horizon une idée qui gît à l'infini ». Le fait que à l'occasion de la perception l'objet se découvre, se dévoile et nous soit donné implique, selon Husserl, l'existence d'un sol fondateur universel de croyance au monde que présuppose toute pratique. Husserl écrit « le monde, qui est présent à la conscience comme horizon, a dans la validité continue de son être le caractère général subjectif de la fiabilité, car il est un horizon d'étants connus en général, mais par là même inconnu  dans ce qui relève des particularités individuelles [...] le sens d'être général du monde est un invariant et la certitude du monde est inaltérable » cité par Étienne Bimbenet.
Husserl montre que le sens se constitue dans le vécu. Le monde devient un sens constitué par la conscience. L'expérience d'un objet se constitue selon un double horizon celui de l'objet et celui du monde. Husserl marque ainsi le caractère inséparable de la conscience d'objet et de la conscience du monde,,. Si le monde dans sa totalité est co-donné dans chaque perception alors, de ce fait conclut Husserl, il n'est ni un objet en face d'un sujet qui pourrait s'en abstraire, ni la simple totalité des choses existantes.

### La temporalisation du monde
Dans son ouvrage Leçons pour une phénoménologie de la conscience intime du temps, Husserl décrit l'entrelacement des principaux « vécus » impliqués dans la « conscience intime du temps ». Il s'agit de comprendre la continuité de l'être des choses, sachant que être pour un objet signifie qu'il est appréhendé comme le même dans ses changements. Husserl franchit dans cette direction une étape décisive avec la découverte des phénomènes de la « rétention » et de la protention, qui accompagne toute prise de conscience.

### Intersubjectivité et objectivité du monde
« La phénoménologie inverse la direction du regard que jette la science sur le monde et sur l'homme  : pour elle l'homme n'est pas un objet de connaissance ni une partie du monde, mais une subjectivité (inséparable de l'intersubjectivité ) envisagée comme origine absolue du sens »
La mise entre parenthèses du « monde objectif », poursuivie à travers la réduction phénoménologique, conduirait à un monde qui serait exclusivement mien; or il appartient au sens d'être de ce « monde objectif » d'être simultanément, un « monde commun ». Pour résoudre cette contradiction, Husserl reprend de Emmanuel Kant l'idée d'un lien entre l'intersubjectivité et l'objectivité du monde.
Après avoir refusé d'accorder au monde une valeur absolue, Husserl tente de montrer d'après Emmanuel Housset, que la constitution de l'« objectivité » ne serait rien d'autre que la bonne interprétation de l'« intersubjectivité » . « La donation de sens effectuée par les autres alter ego, serait une condition de possibilité du monde objectif »

## Le point de vue cosmologique avec Eugen Fink
Alors que Husserl donne à l'ego le statut de sphère fondamentale, c'est au monde que Fink attribue la primordialité essentielle « Le monde, et non l’ego, constitue la condition de possibilité de toute autre approche ». « L'existence humaine présuppose comme son propre fondement une totalité d'appartenance englobante : même dans le rêve, la rêverie, l'hallucination et le délire, il y a toujours rapport à un monde »,. David Chaberty, citant Fink : « Le monde n’a plus pour nous maintenant de validité séparée, comme étant tout simplement en dehors de la vie qui l’éprouve et en tant qu’indépendant d’elle, mais il ne vaut plus pour nous que comme phénomène de notre situation ». De ce fait, Fink récuse le préjugé husserlien sur le rôle du sujet qui pour lui ne serait pas phénoménologique.Il n'y aurait pas  de possibilité de fondement « égologique » à l'intersubjectivité et au monde.
Dans Le jeu comme symbole du monde, Fink cherche, par l'idée de « jeu » (jeu du monde et jeu de l'homme dans le monde), à dépasser toutes les conceptions qui aboutissent à réduire notre relation au monde à de simples intérêts pratiques ou théoriques. Fink se demande si le jeu ne permet pas d'aborder autrement et d'offrir un nouvel éclairage au phénomène du monde écrit Raphaël Célis. Cet auteur soutient que, « grâce à l'opération ludique, l'homme peut réaliser, sur le mode de la simulation et du « comme si », toutes les possibilités délaissées ou inexploitées de son être dans le monde. Ce faisant il accomplit plus qu'un élargissement fictif de son horizon d'existence : il touche à la profondeur de l'être-lié du monde en lui ».
Fink tente de penser « cosmologiquement » le problème de l'« apparaître » des choses du monde. Il écrit dans ce texte relevé par David Chaberty, « Il importe vraiment de concevoir l'apparaître de l'étant et sa vérité en provenance du règne du monde qui donne l'espace et qui laisse le temps [...] Le temps ne mesure plus le changement de la chose mais devient la condition sous laquelle se pense l'être de la chose lui-même ».
Dans cette perspective la chose n'apparaît pas seule dans l'existence mais accompagnée  d'autres choses du monde,. De même par approfondissement de l'intuition husserlienne de la rétention et de la protention, Fink part de ces horizons, (qu'il appelle «horizon de dé-présentation ») pour penser que tout vécu n'est ce qu'il est qu'en tant qu'il est inclus dans les horizons de l'avant et de l'après, écrit Marc Richir.
Serge Meitinger écrit à propos de l'usage de cette notion par Eugen Fink « Eugen Fink se refuse à penser comme deux entités séparées le jeu de l'homme dans sa vie quotidienne et le jeu donné pour celui du monde [...] l'unité du jeu , il la trouve dans la vieille notion de monde comme cosmos (c'est-à-dire ordonnance) et totalité (c'est-à-dire comme Un et Tout se faisant) le monde n'étant jamais alors un objet placé devant nous mais la région de toutes les régions, le temps de tous les temps. Ce faisant Eugen Fink laisse résonner la parole d'Héraclite, qui nous offre sous une forme imagée, le plus souvent-les noms du feu, de lumière solaire, de l'éclair du temps du monde, du jeu et de la raison pour dire et penser le grand principe de production et d'ordonnancement qui est à l'œuvre en tout ce qui est ».
« L'une des grandes découvertes phénoménologiques de Fink est celle de l'indéterminité originaire du phénomène-de-monde, et la prise de conscience que pour le penser il faut poursuivre l'épochè de manière radicale jusqu'au « Moi » phénoménologisant et impartial c'est-à-dire ne prenant pas part , dans l'épochè, à la thèse générale du monde » écrit Natalie Depraz.

## La chair du monde de Merleau-Ponty
C'est tout au long de son œuvre que Maurice Merleau-Ponty construit pas à pas sa vision du monde comme le suggère Pascal Dupond.
Maurice Merleau-Ponty tente d'ouvrir une voie intermédiaire entre le réalisme (un monde en soi) et l'idéalisme (un monde saisi par la conscience).« La pensée merleau-pontienne est animée par une préoccupation ontologique qui s’accomplit dans les dernières années sous la figure d’une philosophie de la chair [...] Merleau-Ponty voit dans cette chair la terre natale (Mère ontologique) d’où toute réalité prend naissance, au sein de laquelle émerge le « Corps propre » lui-même [...] La question est celle de l’éclosion d’une chair propre, sentante, au sein de la chair du monde » écrit Frédéric Jacquet  , dans sa thèse. Le concept de « chair du monde », initié par Husserl, devient avec Merleau-Ponty, notamment dans Le Visible et l'Invisible une catégorie ontologique fondamentale, propre à penser une véritable co-originarité du Soi et du monde,. La chair se positionne comme le milieu originaire dans lequel nous vivons et où nous sommes en contact avec les choses. Elle  n'est pas une catégorie métaphysique supplémentaire, elle n'est ni matière, ni Esprit, ni substance, elle est en deçà du partage entre la chose et l'idée, et l'universalité, elle est chose générale, pure dimension « notion  ontologique dernière ». Pour Merleau-Ponty, la chair apparaît comme le « sol » invisible qui soutient et qui rend possible le rapport entre le sujet et le monde. Elle est le milieu originaire dans lequel nous vivons et où nous sommes en contact avec les choses [...] Elle est ce tissu préalable sur lequel se détache le monde phénoménologique qui est l’objet de nos projets. Cette chair ontologique me renvoie aussi à autrui : moi et autrui nous appartenons au même « tissu charnel ». La manifestation d’autrui prend sa place entre mon corps et la chair du monde.